# Adessé
Adessé este o comună din departamentul Jacqueville, regiunea Lagunes, Coasta de Fildeș.